# Caminada Sants-Montserrat
La caminada Sants-Montserrat és una caminada de resistència no competitiva organitzada per la Unió Excursionista de Catalunya Sants, que forma part del Circuit Català de Caminades de Resistència (CCCR) de la Federació d'Entitats Excursionistes de Catalunya (FEEC).
La Caminada Sants-Montserrat té per objectiu fer el recorregut que separa la Rambla de Sants de Barcelona de la Plaça del Monestir de Montserrat per camins de muntanya. El recorregut es de 63 quilòmetres amb 3.843 metres de desnivell acumulat, que es fa majoritàriament de nit. La Caminada Sants-Montserrat va néixer l'octubre de 2010 dins la secció de Marxes de la UEC de Sants, per tal de donar continuïtat a una caminada ja existent, que un grup d'amics havia fet durant uns anys en forma d'excursió/romeria. Des d'aleshores, aquesta marxa s'ha anat consolidant com una caminada oficial dins el Circuit Català de Caminades de Resistència (CCCR), ajustant l'itinerari per fer-lo, cada cop més muntanyenc i atractiu, i evitant al màxim l'asfalt.